# Дмитриев, Павел Павлович
Павел Павлович Дмитриев (1909—1966) — старшина Рабоче-крестьянской Красной Армии, участник Великой Отечественной войны, Герой Советского Союза (1945).

## Биография
Павел Дмитриев родился 25 декабря 1909 года в селе Фоминка (ныне — Краснохолмский район Тверской области) в крестьянской семье. Получил начальное образование, работал в колхозе. В июле 1941 года Дмитриев был призван на службу в Рабоче-крестьянскую Красную Армию. С июля того же года — на фронтах Великой Отечественной войны. Принимал участие в боях на Северном, Воронежском, 1-м и 2-м Украинском фронтах. Был ранен. К августу 1944 года старшина Павел Дмитриев был помощником командира стрелкового взвода 42-го стрелкового полка 180-й стрелковой дивизии 27-й армии 2-го Украинского фронта. Отличился во время освобождения Румынии.
20 августа 1944 ода взвод Дмитриева захватил высоту 143 в районе Ла-Русь и вышел к высоте 159. В тех боях Дмитриев лично уничтожил около 20 солдат и офицеров противника, захватил 3 станковых и 2 ручных пулемёта. 16 сентября, несмотря на массированный пулемётный и миномётный обстрел, переправился через реку Арьеш и ворвался в деревню Кея в 8 километрах к юго-западу от Турды. В бою он уничтожил два пулемёта, что способствовало успеху наступления стрелкового батальона. В дальнейшем в ходе освобождения села Сэндулешти Дмитриев взял в плен 38 солдат и офицеров противника.
Указом Президиума Верховного Совета СССР от 24 марта 1945 года за «образцовое выполнение боевых заданий командования в боях за освобождение Румынии и проявленные при этом мужество и героизм» старшина Павел Дмитриев был удостоен высокого звания Героя Советского Союза с вручением ордена Ленина и медали «Золотая Звезда» за номером 8662.
После окончания войны Дмитриев был демобилизован. Проживал и работал в городе Избербаш Дагестанской АССР. Умер 2 сентября 1966 года.
Был также награждён рядом медалей.

## Память
Имя П. П. Дмитриева присвоено улице и школе № 3 г. Избербаш.